# Чухломка (Воскресенський район)
Чухломка (рос. Чухломка) — присілок в Воскресенському районі Нижньогородської області Російської Федерації.
Населення становить 186 осіб. Входить до складу муніципального утворення Капустихинська сільрада.

## Історія
Від 2009 року входить до складу муніципального утворення Капустихинська сільрада.

## Населення
| 1999 | 2002 | 2010 |
| ---- | ---- | ---- |
| 180  | ↗182 | ↗186 |